# Slezské Rudoltice
Slezské Rudoltice là một làng thuộc huyện Bruntál, vùng Moravskoslezský, Cộng hòa Séc.